# Uan (pupazzo)
Uan è un pupazzo animato di peluche rosa con il sopracciglio fucsia dalle sembianze di un cane antropomorfo stilizzato. È stato dal 1983 al 2000 la mascotte del programma televisivo per bambini Bim Bum Bam. Il nome deriva dall'italianizzazione di One, che in inglese è il numero uno, in riferimento a Italia 1, la rete che trasmetteva il programma Bim Bum Bam. Il pupazzo Uan è stato inventato, creato e realizzato da Kitty Perria ed Enrico Valenti del Gruppo 80, era animato dagli animatori del Gruppo 80 con la voce di Giancarlo Muratori, che divenne anche uno degli autori del programma. Nella prima edizione con Licia Colò come spalla femminile, la regia venne affidata a Francisco Boserman, e solo in seguito a Giancarlo Muratori. Quindi la regia passò per un breve periodo a Stefano Vicario, per poi tornare a Milano sotto la regia storica di Maurizio Pagnussat. Gli animatori di Uan a Roma, dopo Kitty ed Enrico, impegnati a Milano su Five, erano Maria Grazia Perria e Stefania Cacciamani, quindi intervennero altri animatori. Una delle coppie era costituita da Donatella Sturla ed Emanuele Breveglieri. Nel 1994, alcuni anni prima della scomparsa di Muratori, la voce di Uan viene affidata a Pietro Ubaldi, che aveva già dato la voce anche al pupazzo Four.
Nel corso della sua "carriera" televisiva, Uan è stato affiancato a Paolo Bonolis (che Uan a partire dalla stagione 1985/86 chiamava "Pìolo" un po' affettuosamente e un po' scherzosamente), Licia Colò e, successivamente Manuela Blanchard e in seguito Carlotta Pisoni Brambilla.

## Storia
Uan esordisce ufficialmente il 12 settembre 1983 in concomitanza proprio con la prima puntata su Italia 1 di Bim Bum Bam, trasmissione nata inizialmente sull'emittente privata Antenna Nord nel 1981. Della prima versione di Bim Bum Bam rimase soltanto Paolo Bonolis, a cui fu affiancato Uan. Nel corso del continuo alternarsi dei conduttori al timone del programma, Uan rimarrà l'unica presenza fissa per tutta la durata di Bim Bum Bam.
Caratterizzato come una specie di irrefrenabile "Pierino", bambino discolo svogliato a scuola e sempre pronto a organizzare nuove marachelle, Uan sembrava "vivere" nello studio della trasmissione un suo fatto quotidiano di scuola, compiti, giochi, guai, capricci, scherzacci, ramanzine o altre possibili situazioni di vita che permettevano al pubblico infantile di potersi identificare in lui. Paolo (Bonolis) e le sue comprimarie femminili (Licia Colò, Manuela Blanchard e Carlotta Pisoni Brambilla) venivano presentati come suoi "tutori" senza ulteriori spiegazioni, espletando tanto la funzione genitoriale.
Una delle caratteristiche dei siparietti recitati da Uan e dai conduttori è stata quella di passare abbastanza rapidamente da semplici intermezzi, atti ad annunciare il cartone animato seguente o a promuovere prodotti degli sponsor, a vere e proprie mini-storie dotate di una loro coerenza interna e, a volte, di una vera e propria continuità per cui le vicende di una puntata potevano influenzare le seguenti e così via. Sfoggiava la sua natura canina quando si difendeva dagli schiaffi e simili di Paolo Bonolis, morsicandogli le braccia.
Uno dei limiti nell'animare il pupazzo di Uan dal basso consisteva nel non poter mai mostrare il personaggio dalle spalle in giù, e quindi Uan partecipava alla trasmissione sempre da dietro il bancone. Ciò, ovviamente, suscitò la curiosità dei piccolissimi spettatori della trasmissione, che sistematicamente domandavano ai conduttori, tramite lettere o durante i giochi telefonici, perché non si vedessero mai le gambe di Uan. Paolo Bonolis giustificava questo discorso spiegando che Uan si vergognava a mostrare le sue gambe eccessivamente pelose e altri discorsi simili, ma per risolvere la questione, la sigla del programma nel 1988/89 mostrò Uan a figura intera, animato nello stile delle marionette. L'età del pupazzo rimane sempre indefinita nonostante le numerose letterine inviate alla trasmissione dal pubblico infantile che cercava di individuarla.
Nel 2001, i pupazzi Uan, Four e Five (simbolo di Canale 5, doppiato da Marco Columbro) furono donati alla Scuola di Arte Drammatica "Paolo Grassi" di Milano.
Il 30 settembre 2005 una copia di Uan venne mostrata, insieme a Bonolis, nel programma Matrix condotto da Enrico Mentana.
La notte del 15 ottobre 2005 le versioni originali dei tre pupazzi furono rubate dal seminterrato della scuola "Paolo Grassi" e non sono più state ritrovate.
Il 19 maggio 2008 il programma Le Iene trasmise una "intervista" a Uan, comprensiva anche di un intervento telefonico di Paolo Bonolis.
Il 16 settembre 2008 Uan, dopo aver compiuto 25 anni, fece un'altra apparizione di nuovo insieme a Bonolis nella trasmissione di Rai 1 Tutti pazzi per la tele, condotta da Antonella Clerici.
Nel gennaio 2010 è tornato in televisione con il varietà di Italia 1 Matricole & Meteore, in onda in prima serata e per la prima volta vediamo nei titoli il suo nome scritto correttamente O-N-E. Dal 2012 è apparso insieme altri personaggi di Bim Bum Bam nello spot del cd Bim Bum Bam Compilation.
Uan è apparso sotto forma di cartone animato e gadget insieme a Four, Ambrogio e Five presentato dalla Dillingercomics a CartoonComix 2013 a Milano e nella trasmissione 80Nostalgia (in onda su NekoTV e varie televisioni locali) e in uno spezzone di extra show trasmesso da Mediaset Extra. Uan ricompare su Twitter assieme a Paolo Bonolis e durante i bumper splash e sbam su Italia 1 dal 2015.
Il 13 novembre 2016 è tornato in una puntata de Le Iene.
Il 15 febbraio 2018 è apparso insieme a Roberto Ceriotti e Carlotta Pisoni Brambilla nel programma 90 Special su Italia 1, condotto da Nicola Savino.
Nel luglio 2019 ha recitato in uno dei trailer di lancio della terza stagione della serie TV Stranger Things di Netflix.
Il 10 novembre 2022 è apparso in una puntata di Pomeriggio Cinque.

## Discografia
Sigle incise dal pupazzo Uan con vari conduttori nella collana di LP Fivelandia:
- 1984 - Paolo e Uan Bim Bum Bam (incisa nell'album Fivelandia 2) - con Paolo Bonolis, Piccolo Coro dell'Antoniano
- 1985 - Che avventure a Bim Bum Bam con il nostro amico Uan (unica sigla non incisa nell'album Fivelandia 3) - con Paolo Bonolis, Manuela Blanchard, Piccolo Coro dell'Antoniano
- 1986 - Tutti insieme noi guardiam Bim Bum Bam (incisa nell'album Fivelandia 4) - con Paolo Bonolis, Manuela Blanchard, I Piccoli Cantori di Milano
- 1987 - Dai vieni a Bim Bum Bam (incisa nell'album Fivelandia 5) - con Paolo Bonolis, Manuela Blanchard, I Piccoli Cantori di Milano
- 1988 - Bim Bum Bam siamo qui tutti e tre (incisa nell'album Fivelandia 6 – Le più belle sigle originali dei tuoi amici in TV) - con Paolo Bonolis, Manuela Blanchard, I Piccoli Cantori di Milano
- 1989 - Viva Bim Bum Bam (incisa nell'album Fivelandia 7) - con Paolo Bonolis, Carlotta Pisoni Brambilla, Carlo Sacchetti, Debora Magnaghi, Ambrogio, I Piccoli Cantori di Milano
- 1990 - Bim Bum Bam... ma che magia (incisa nell'album Fivelandia 8) - con Roberto Ceriotti, Carlotta Pisoni Brambilla, Carlo Sacchetti, Manuela Blanchard, Debora Magnaghi, Ambrogio, I Piccoli Cantori di Milano
- 1991 - Quando è in onda Bim Bum Bam (incisa nell'album Fivelandia 9 – Le più belle sigle originali dei tuoi amici in TV) - con Roberto Ceriotti, Carlotta Pisoni Brambilla, Carlo Sacchetti, Manuela Blanchard, Debora Magnaghi, Ambrogio, I Piccoli Cantori di Milano
- 1992 - Arriva Bim Bum Bam (incisa nell'album Fivelandia 10 – Le più belle sigle originali dei tuoi amici in TV) - con Ambrogio, I Piccoli Cantori di Milano

### Singoli
- 1984 - Paolo e Uan - Bim Bum Bam (Five Record FM 13058)
- 1985 - Che avventure a Bim Bum Bam con il nostro amico Uan (Five Record FM 13097)
- 1986 - Tutti insieme noi guardiam Bim Bum Bam (Five Record FM 13138)
- 1988 - Bim Bum Bam siamo qui tutti e tre (Five Record FM 13207)
- 1989 - Viva Bim Bum Bam (Five Record FM 13242)